# Колкач (село, Кирилловский район)
Колкач — село в Кирилловском районе Вологодской области.
Входит в состав Талицкого сельского поселения, с точки зрения административно-территориального деления — центр Колкачского сельсовета.
Расстояние до районного центра Кириллова по автодороге — 55 км, до центра муниципального образования Талиц по прямой — 8 км. Ближайшие населённые пункты — Дмитриево, Лучкино, Ивашево.
По переписи 2002 года население — 213 человек (103 мужчины, 110 женщин). Преобладающая национальность — русские (96 %).